# Bandera d'Olost
La bandera oficial d'Olost de Lluçanès té la descripció següent:
Bandera apaïsada de proporcions dos d'alt per tres de llarg, bicolor, en barra vermella i blanca, amb una barra groga de gruix 1/4 (grau) de l'alçària del drap, carregada de quatre altres barres vermelles, i les figures de l'escut, cadascuna d'altura 1/3 de la del drap i amplada 1/5 de la llargària del mateix drap, l'església, blanca, a 1/10 de la vora superior i 2/21 de la de l'asta i el lleó vermell coronat de groc, a 1/10 de la vora inferior i 2/21 de la del vol.

## Història
Es va aprovar el 2 de juny del 1999 i fou publicada al DOGC núm. 2927 el 9 de juliol del mateix any. Està basada en l'escut heràldic de la localitat.